# Stridor
Stridor är ett högfrekvent biljud som typiskt hörs på inandning. Stridor tyder på att det finns ett hinder någonstans i de övre luftvägarna, dvs. struphuvudet, luftstrupen och de grövre bronkerna. Hindret orsakar turbulens i luftflödet, vilket i sin tur genererar biljudet.
Vanliga och viktiga orsaker till stridor kan vara
- främmande föremål som inhalerats
- anafylaktisk reaktion
- tumör i eller i anslutning till luftrören
- stämbandsförlamning
- laryngomalaci
- larynxhemangiom
- EILO

Vid akut debut av stridor kan det vara ett tecken på allvarligt, livshotande tillstånd som omgående måste avhjälpas. Så är fallet vid t.ex. svår allergisk reaktion (anafylaxi) eller misstanke om främmande föremål i luftvägen. Om man misstänker främmande föremål i luftvägarna är det lämpligt att utföra Heimlichs manöver. Lyckas inte detta kan det vara fördelaktigt att försöka blåsa ned hindret i någon av de två huvudbronkerna så att åtminstone en av dessa är fri för luftpassage. Ibland är det nödvändigt att vid en bronkoskopi avlägsna det främmande föremålet.
Vid långsamt insättande stridor, eller stridor som uppträder i speciella situationer, är läget inte lika akut.
Skulle luftvägsstoppet bli allvarligt eller livshotande måste luftvägen säkras genom intubering eller trakeotomi. Trakeotomi innebär en öppning av luftstrupen direkt på halsen. En trakeotomi avhjälper bara andningshindret om det sitter i de övre delarna av luftstrupen eller i struphuvudet.
Stridor ska inte förväxlas med ronki, ett andningsbiljud som typiskt hörs på utandningen och som kommer från de allra minsta luftvägarna ytterst i bronkträdet.